# Birger Wennberg
Karl Helge Birger Wennberg, född den 21 oktober 1923 i Falun, död den 20 september 2014 i Örebro, var en svensk jurist, ämbetsman och författare.
Wennberg avlade juris kandidatexamen vid Stockholms högskola 1959. Han blev länsnotarie i Örebro län 1959, förste länsnotarie 1963, länsassessor 1964 och förste länsassessor 1970. Som förste länsassessor blev Wennberg även  ordförande i länsskatterätten i Örebro län 1971. Han  blev länsråd 1978. Wennberg var lagman i länsrätten i Örebro län 1979–1988.
Wennberg hade ett omfattande författarskap, som var dels av juridisk art, dels lokalhistoriskt och som han utvecklade efter pensioneringengen. Han blev då en fltig medarbetare på kultursidorna i Nerikes Allehanda, och det är hans bidrag där som också utgivits i bokform. Wennberg medverkade i radioprogrammet Sommar 1978. Han tilldelades 1997 Hans Majestät Konungens medalj av åttonde storleken med högblått band. Wennberg vilar i minneslund på Norra kyrkogården i Örebro.